# 台子湖
台子湖是一个位于中国湖北省钟祥市、荆门市的淡水湖，面积约为2.34平方千米，属于长江区。它的一级流域为长江流域，二级流域为长江干流水系。